# Bogusław Fornalczyk
Bogusław Fornalczyk (nascido em 3 de junho de 1937) é um ex-ciclista profissional polonês. Venceu a edição de 1958 da Volta à Polônia. Graduou-se em uma escola de mineração. É casado e tem duas filhas, Bożenę e Ewę. Fornalczyk vive em Będzin.